# Кавалеры ордена Святого Георгия III класса И
Кавалеры ордена Святого Георгия III класса на букву «И»
Список составлен по алфавиту персоналий. Приводятся фамилия, имя, отчество; звание на момент награждения; номер по спискам Григоровича — Степанова и Судравского; дата награждения. Лица, чьи имена точно идентифицировать не удалось, не викифицируются.
- Иванов, Иван Дмитриевич, генерал-майор, № 360, 28 января 1814
- Иванов, Николай Иудович, генерал-лейтенант, № 592, 25 февраля 1907
- Ивин, Владимир Петрович, генерал-лейтенант, № 470, 28 ноября 1849
- Игельстрём, Осип Андреевич, бригадир, № 19, 12 сентября 1770
- Иловайский, Алексей Васильевич, генерал-майор, № 283, 25 марта 1813
- Иловайский, Василий Дмитриевич, генерал-майор, № 349, 10 декабря 1813
- Иловайский, Иван Дмитриевич, генерал-майор, № 323, 24 сентября 1813
- Иловайский, Николай Васильевич, генерал-майор, № 164, 5 августа 1807
- Иловайский, Павел Дмитриевич, генерал-майор, № 201, 8 января 1810
- Имеретинский, Александр Константинович, генерал-лейтенант, № 551, 29 ноября 1877
- Инзов, Иван Никитович, генерал-майор, № 290, 2 мая 1813
- Ирман, Владимир Александрович, генерал-майор, № 589, 4 января 1905
- Исаев, Иван Иванович, бригадир, № 114, 26 октября 1794
- Исленьев, Пётр Алексеевич, генерал-майор, № 113, 26 октября 1794
- Истомин, Владимир Иванович, контр-адмирал, № 485, 20 ноября 1854